# Васючинська сільська рада
| Васючинська сільська рада — орган місцевого самоврядування у Рогатинському районі Івано-Франківської області з адміністративним центром у с. Васючин. 17.10.1954 облвиконком рішенням № 744 передав в Букачівському районі з Васючинської сільської ради хутір Йосипівку до Явченської сільської ради. Водоймища на території, підпорядкованій даній раді: річка Свірж. Сільській раді підпорядковані населені пункти: - с. Васючин - с. Вільхова |

## Склад ради
Рада складається з 15 депутатів та голови.

### Керівний склад ради
| ПІБ                      | Основні відомості                                                 | Дата обрання | Дата звільнення |
| ------------------------ | ----------------------------------------------------------------- | ------------ | --------------- |
| Кузів Марія Петрівна     | Сільський голова, 1961 року народження, освіта, позапартійна      | 26.03.2006   | 31.10.2010      |
| Семків Богдан Богданович | Сільський голова, 1981 року народження, освіта вища, безпартійний | 31.10.2010   |                 |

Примітка: таблиця складена за даними джерела